# Thomas Binkley
Thomas Binkley, auch Thomas Eden Binkley, (* 26. Dezember 1931 in Cleveland; † 28. April 1995 in Bloomington) war ein US-amerikanischer klassischer Lautenist, Musikwissenschaftler und Spezialist für Alte Musik. Binkley war 1960 der eigentliche Gründer des Münchener Ensemble Studio der frühen Musik.

## Leben und Werk
Binkley studierte an der University of Illinois in Urbana (BM. 1956, PhD. 1959) und an der Universität München (1957–1958). Zu seinen Studienkollegen auf dem Fachgebiet der Aufführungspraxis Alter Musik gehörte der Lautenist James Tyler.
Er begann seine Musikerkarriere mit dem in der Alten Musik hoch einflussreichen Münchener Ensemble Studio der frühen Musik, das auf seine Initiative hin 1960 gegründet wurde. Mit diesem Ensemble spielte er über 50 Tonträger ein und erhielt den Edison Award (Amsterdam), den Grand Prix du Disque (Paris), den Deutschen Schallplattenpreis (Baden-Baden) und den Dickenson College Arts Award (Pennsylvania).
Von 1973 bis 1977 lehrte Binkley an der Schola Cantorum Basiliensis und spielte in deren Ensemble für Alte Musik. Nach seiner Rückkehr in die USA 1977 wirkte er zunächst als Gastprofessor an der Stanford University. 1979 gründete er das Early Music Institute an der Indiana University Bloomington. Er war bis Januar 1995 Direktor dieses Institutes. Das Institut gab (etwa unter Paul Elliott) eine eigene Publikationsreihe heraus.
Er veröffentlichte zahlreiche Artikel und Rezensionen zum Thema der Aufführungspraxis Alter Musik in Fachzeitschriften und Aufsatzsammlungen.

## Wertung
In der Aufführungspraxis der mittelalterlichen Monodie war Binkley einzigartig. Er war in Bezug auf das Musizieren, Lehren und das musikalische Aufführen eine absolut charismatische Persönlichkeit, die all ihre Partner hinsichtlich der Musikalität herausforderte und inspirierte. Für das Early Music Institute setzte er allerhöchste Standards. Die Studenten lernten, die entscheidenden Fragen an die jeweilige Musik zu stellen, um die poetische Essenz des jeweiligen Stückes in der Aufführung freizulegen.
Im April 1995 starb Binkley an den Folgen einer Krebserkrankung. Die Universität Bloomington hat zum Gedächtnis an den Verstorbenen den Thomas Binkley Scholarship Fund (Thomas Binkley Forschungsfonds) eingerichtet.